# Kalāteh-ye Teymūr
Kalāteh-ye Teymūr (persiska: کلاته تیمور) är en ort i Iran.   Den ligger i provinsen Khorasan, i den nordöstra delen av landet, 600 km öster om huvudstaden Teheran. Kalāteh-ye Teymūr ligger 1 729 meter över havet och antalet invånare är 153.
Terrängen runt Kalāteh-ye Teymūr är kuperad, och sluttar västerut. Runt Kalāteh-ye Teymūr är det glesbefolkat, med 19 invånare per kvadratkilometer. Närmaste större samhälle är Khalīlābād, 17,5 km söder om Kalāteh-ye Teymūr. Trakten runt Kalāteh-ye Teymūr består i huvudsak av gräsmarker.